# Náhrobek

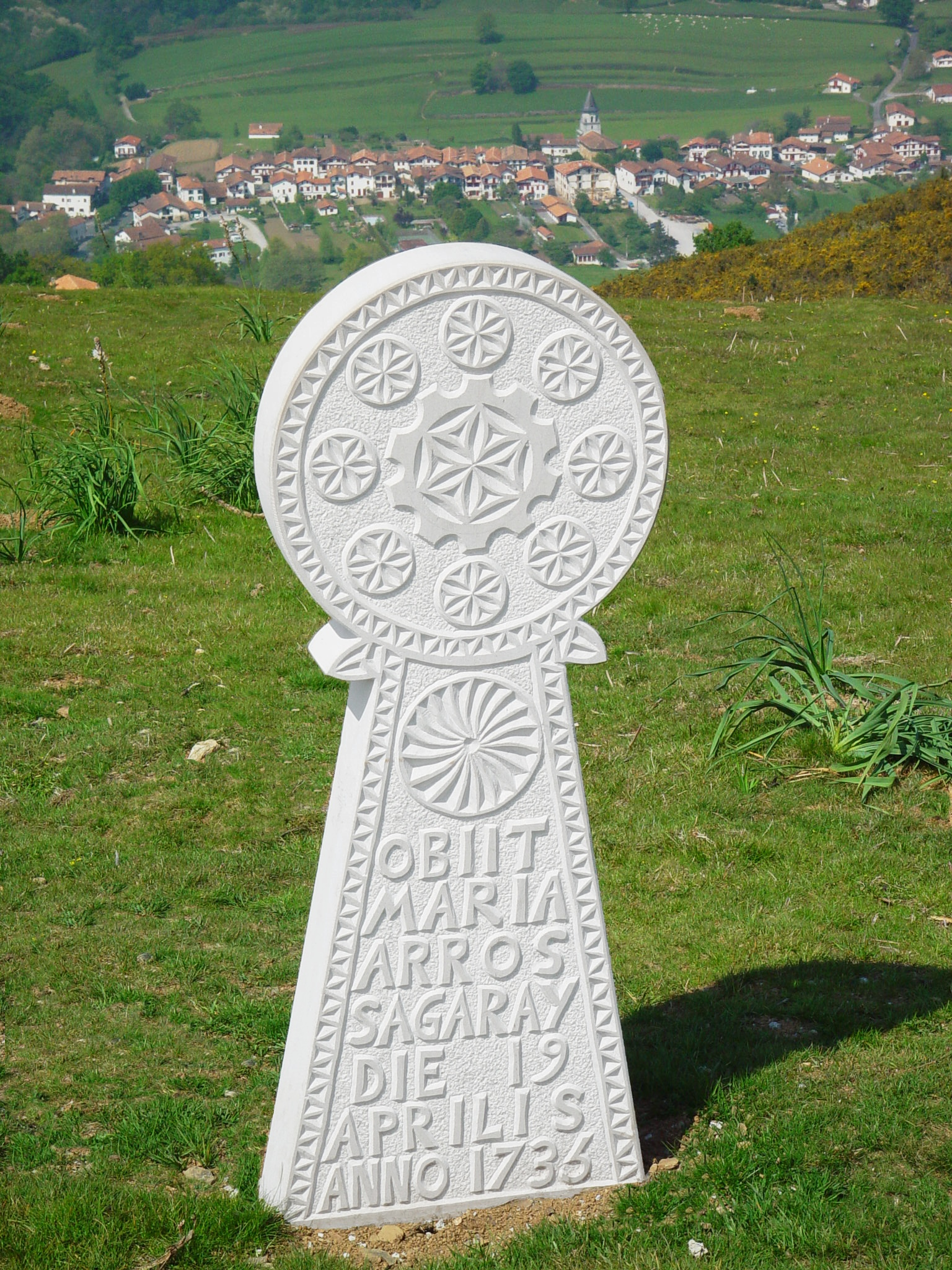
Náhrobek

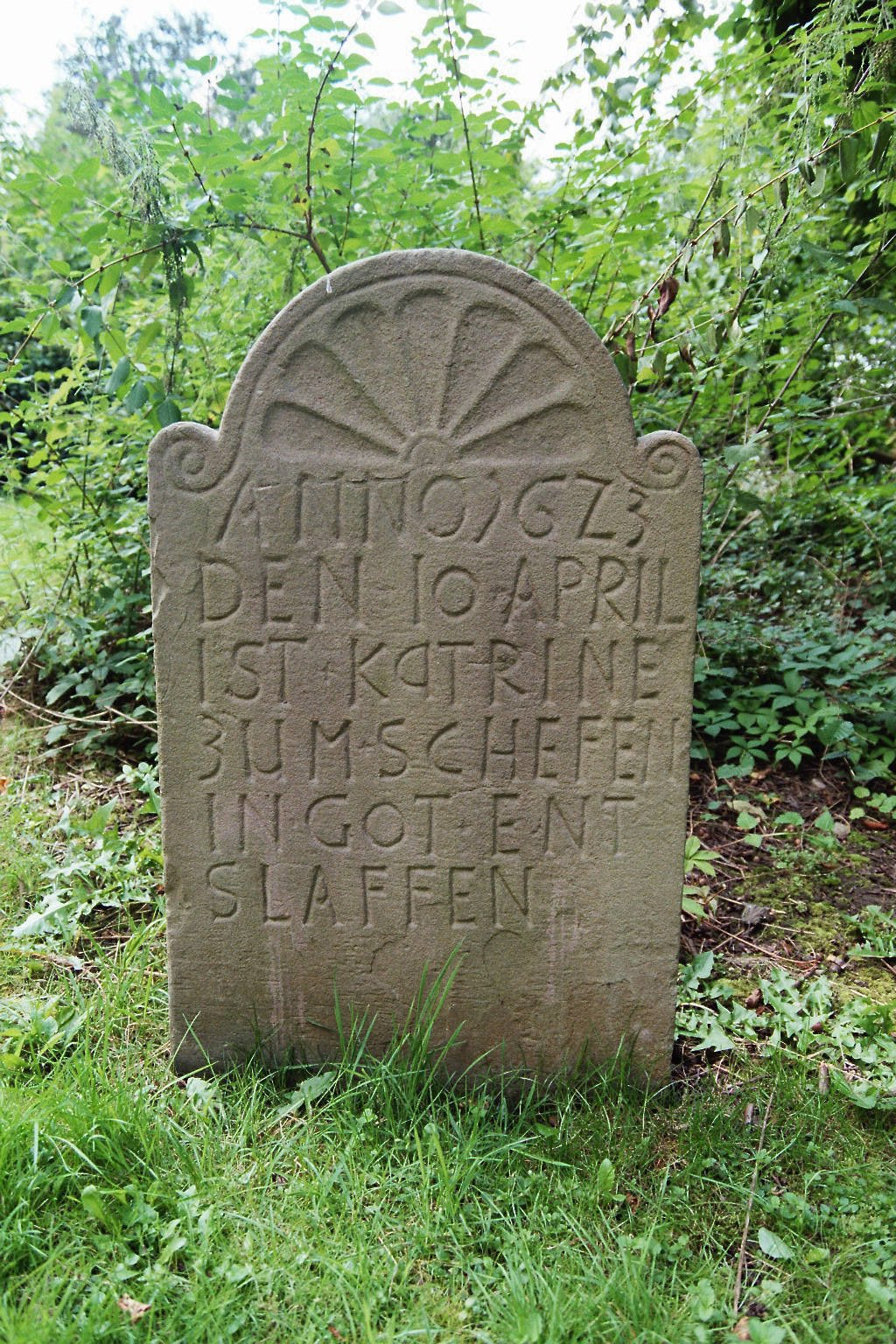
Náhrobek

Náhrobek je obvykle náhrobní kámen, případně architektonické či sochařské dílo, označující hrob.

## Podoba
Náhrobek je vztyčen a často bývá zasazený ve zdi. Náhrobník na druhou stranu je položen a bývá zasazen na podlaze.
Souhrnný latinský termín pro soubor náhrobních součástí je sepulcralia (česky sepulkrální památky), pro soubor pohřebních předmětů funeralia (funerální předměty).
Náhrobek je součástí hrobu. Tvary jsou různé, materiál je obvykle kámen, keramika nebo kov, v posledních desetiletích také sklo nebo syntetické materiály. Kámen se používal již od pravěku. V pohanských mýtech převažovala obava z návratu zemřelého, náhrobek měl být balvanem, který tělo zatíží a znemožní mu posmrtný pohyb.
Náhrobek, který není spojen s hrobem, se nazývá epitaf, kenotaf nebo památník. Epitaf byl v křesťanské Evropě častý od 14. do 18. století; míval výtvarnou podobu, často býval jako malovaná votivní deska nebo reliéf umístěn na oltáři či místo oltáře v chrámu či v pohřební kapli. Nad hrobem urozeného zemřelého někdy doplnil či nahradil funkci epitafu pohřební štít s motivem erbu a rodového hesla (devisa), u vojáků s praporem či vojenskými trofejemi.

## Výzdoba
Množství náhrobků/náhrobníků bylo bez označení.

### Emblémy
Nejčastějším označením je pouhý znak, emblém smrti, například kříž, větévka či zkřížené ratolesti, zhaslá svíce, uhašená pochodeň, lebka se zkříženými hnáty, přesýpací hodiny nebo rodové znamení. V protestantských chrámech bylo v 15. až 17. století zakázáno vyznačovat náhrobky jmény, a proto bylo zavedeno pouhé pořadové číslo, které odpovídalo zápisu v úmrtní matrice. Tak prostý náhrobek měl v Naardenu i Jan Amos Komenský.

### Nápisy
Časté a mnohdy velmi dlouhé jsou nápisy. Slouží především
- k identifikaci zemřelého: pak obsahují jeho jméno (či jména dalších členů rodiny), data narození a úmrtí, někdy také zaměstnání, tituly či erby. Systematicky se jimi zabývá věda epigrafika.

Další ustálené formule mohou sloužit
- k uctění památky zemřelé osoby, například latinská zkratka R. I. P. (Requiescat in pace = odpočívej v pokoji)
- k útěše pozůstalých (například citáty z bible)
- varování živým: o relativitě a krátkosti života (Prach jsi a v prach se obrátíš, Vanitas vanitatum, Co jste vy, byli jsme i my, co jsme my, budete i vy).

### Figurální výzdoba
- figura zemřelé osoby
- alegorická oplakávající postava
- okřídlený genius
- Kristus Spasitel
- anděl smrti
- alegorická postava Slávy či Nesmrtelnosti
- holubice
- jiné

## Umístění
V křesťanské tradici a nověji i bezvěrecké (občanské hřbitovy) se náhrobek umísťuje za hlavu pohřbeného s nápisem směrem k vlastnímu hrobu. Nověji se však v řadě rozvinutých zemí nepohřbívá v celku, ale ostatky se kremují. I v takovém případě je náhrobek umístěn směrem k hrůbku, který obsahuje urny s lidskými zpopelněnými ostatky.
V židovské tradici je tomu naopak. Náhrobky - macevot, se umísťují k nohám zemřelého, s nápisem od zemřelého, směrem do uličky. V této tradici se též náhrobní kameny vztyčují až rok po smrti zesnulé osoby. Velké zhuštění náhrobních kamenů na některých židovských hřbitovech je pak dáno tím, že se zde nachází několik vrstev hrobů. Pokud židovská komunita neměla prostor pro pohřbívání, navezla se na hřbitov dostatečná vrstva hlíny, povytáhly se náhrobní kameny výš a začalo se znovu pohřbívat na současné hroby. Tak vzniklo zhuštění náhrobních kamenů.